# カマ川
カマ川（カマがわ、ロシア語: Ка́ма、ウドムルト語: Кам）、チュマン川（チュマンがわ、タタール語: Чулман）は、ロシアの川で、ヴォルガ川の支流。ウラル山脈の西側に発し、かつてはヨーロッパ・ロシアからシベリアへの交易のための水路として使われていた。
源流はウドムルト共和国にあり、東に流れ、ペルミ地方に入り南、西と向きを変え、再度ウドムルト共和国に入り、タタールスタン共和国でヴォルガ川と合流する。合流点付近一帯にヴォルガ＝カマ自然保護区があり、2005年にユネスコの生物圏保護区に指定された。
主な支流は上流から順にコーサ川、ヴィシェラ川、チュソヴァヤ川、スィルヴァ川、ベラヤ川、イク川、イジ川、ザイ川、ヴャトカ川、ミョシャ川。流域の主な都市にソリカムスク、ベレズニキ、ペルミ、サラプル、エラブガ、ナーベレジヌイェ・チェルヌイがある。

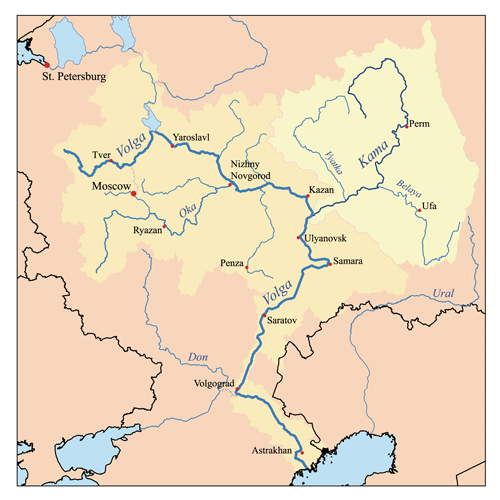
ヴォルガ川水系